# Monserrat (île du Mexique)
Pour les articles homonymes, voir Montserrat.
Montserrat est une petite île mexicaine située dans le golfe de Californie au large des côtes de la Basse-Californie du Sud.

## Géographie
L'île est située au sud du golfe de Californie et se trouve à 15 km de la péninsule de Basse-Californie à mi-chemin entre Santa Catalina et Carmen. Elle fait environ 7,5 km de longueur et 3,5 km de largeur maximales pour 19,04 km2 de superficie totale. Montserrat est isolée et se trouve à près de 37 km de Loreto, la plus proche ville.

## Histoire
En 2005, l'île a été classée avec 244 autres au Patrimoine mondial de l'humanité par l'UNESCO comme Îles et aires protégées du Golfe de Californie.